# 长寿金柑
长寿金柑（学名：Citrus obovata），又名寿星柑，为芸香科柑橘属下的一个种。1838年，康斯坦丁·萨米埃尔·拉菲内克-施马尔茨首次提到了這種植物。